# Dealu Aluniș, Vâlcea
Dealu Aluniș este o localitate componentă a orașului Berbești din județul Vâlcea, Oltenia, România.
 Acest articol despre o localitate din județul Vâlcea este deocamdată un ciot. Puteți ajuta Wikipedia prin completarea lui.